# ピオッツァーノ
ピオッツァーノ（伊: Piozzano）は、イタリア共和国エミリア＝ロマーニャ州ピアチェンツァ県にある、人口約600人の基礎自治体（コムーネ）。
ルレッタ渓谷に位置し、温暖な気候を利用してワイン生産が営まれている。

## 地理

### 位置・広がり

#### 隣接コムーネ
隣接するコムーネは以下の通り。
- アルタ・ヴァル・ティドーネ
- アガッツァーノ
- ボッビオ
- ガッツォーラ
- ピアネッロ・ヴァル・ティドーネ
- トラーヴォ

### 気候分類・地震分類
ピオッツァーノにおけるイタリアの気候分類 (it) および度日は、zona E, 2741 GGである。
また、イタリアの地震リスク階級 (it) では、zona 3 (sismicità bassa) に分類される。

## 行政

### 分離集落
ピオッツァーノには、以下の分離集落（フラツィオーネ）がある。
- Groppo Arcelli, Vidiano Soprano, Pomaro, San Gabriele, San Nazaro, Monteventano, Montecanino, Canova

## 歴史
紀元前から定住者がおり、ボッビオにある聖コロンバーノ修道院の荘園として存在していた。ランゴバルド王国が崩壊すると、海路を求める神聖ローマ帝国の勢力下に置かれ、軍事拠点の一つとして砦が築かれた。その砦は1164年に一時廃墟となるが、1268年、1408年、1647年 、1700年 、1728年に相次いで修復、補修されて現在もその姿をとどめている。
イタリア統一後の1875年11月25日、イタリア王国のヴィットーリオ・エマヌエーレ2世が勅令第2815を発し、各市町村が定められるとともに、ピオッツァーノのタウンホールが設立された。